# Любомир Петров (футболист)
Любомир Петров – Боби е български футболист и треньор. Най-известен като защитник на АС-23 и Левски (София). Има 13 двубоя за националния отбор на България.

## Клубна кариера
Започва кариерата си в Спортклуб (София). През 1937 г. преминава в тима на АС-23 и печели Царската купа през 1941 г. След това е състезател на Бенковски (София). Между 1945 и 1948 г. играе за Левски (София), като за „сините“ има 41 мача в първенството и общо 55 срещи във всички турнири. През 1946 и 1947 г. печели шампионската титла, както и Купата на Съветската армия.

## Национален отбор
Дебютира за националния отбор на България на 26 май 1935 г. в контрола с Германия, спечелена с 2:0. Играе в квалификациите за Световното първенство през 1938 г., загубени от Чехословакия след 1:1 в първия мач и загуба в реванша с 1:6.
През 1946 и 1947 г. е част от състава на България на Балканското и Централноевропейско първенство.

## Треньорска кариера
През 1951 г. е треньор на Академик (София). Извежда тима до финал за Купата на Съветската армия и до 4-то място в първенството. През 1952 г. закратко е начело на Левски. Води още Ботев Враца, Марек Дупница, Локомотив Пловдив, Черноморец Бургас.

## Успехи
- Шампион на България – 1935, 1946, 1947
- Купа на България – 1941, 1946, 1947